# Stipa pauciciliata
Stipa pauciciliata är en gräsart som först beskrevs av Bernardo Rosengurtt och Primavera Izaguirre de Artucio, och fick sitt nu gällande namn av Roseng., B.R.Arrill. och Primavera Izaguirre de Artucio. Stipa pauciciliata ingår i släktet fjädergrässläktet, och familjen gräs. Inga underarter finns listade i Catalogue of Life.